# Каменев, Евгений Михайлович
Евгений Михайлович Ка́менев (1910—1963) — советский радиофизик, лауреат государственных премий.

## Биография
Родился в Ташкенте. Отец — фармацевт (из казаков), мать — купеческого происхождения.
В 1927 году поступил в Среднеазиатский университет (САГУ) на физико-математический факультет, потом по болезни (тропическая малярия) перевёлся в Ленинградский индустриальный институт (ЛИИ), который окончил в 1934 году, получив диплом инженера-исследователя в области радиофизики. С 1932 года работал там же в лаборатории радиофизики.
В 1936 оду окончил школу лётчиков и планеристов ОСОАВИАХИМа. В 1939 году по представлению ЛПИ награждён орденом «Знак Почёта».
С 1939 по 1940 и с 1941 по октябрь 1945 года служил в РККА, участник Советско-финской и Великой Отечественной войн, награждён тремя орденами Отечественной войны. Инженер-майор. Инженер по радио 2-го Сталинградского смешанного авиационного корпуса и 10-го истребительного авиационного Сталинградского корпуса.
В 1945—1963 в ИАЭ: с 25.11.1945. начальник сектора № 5 отдела «Д», с 16.04.1949. начальник сектора № 25 ОПТК, 17.12.62—23.12.1963. зав. лабораторией по испытанию стенда 288 и корректирующих устройств.
С 1947 г. руководил сектором и лабораторией, которые занимались разработкой приборов технологического контроля, дистанционной сигнализации, физических и физико-химических исследований для обеспечения работ Лаборатории № 2 и создаваемого диффузионного завода.
С 1951 года участвовал в разработке центрифуг для разделения изотопов урана. С 1953 года занимался вопросами дистанционной регистрации атмосферных испытаний ядерного оружия.

## Награды и звания
- орден «Знак Почёта» (1954)
- орден Трудового Красного Знамени (1956).
- Сталинская премия второй степени (1951) — за научные и конструкторские работы по контролю технологического процесса диффузионного завода
- Ленинская премия (1961) —за разработку и освоение центрифужного метода разделения изотопов урана».